# Vườn quốc gia Way Kambas
Vườn quốc gia Way Kambas là một vườn quốc gia nằm tại tỉnh Lampung, phía nam đảo Sumatra, Indonesia. Với diện tích diện tích 1.300 km vuông, nó bao gồm rừng đầm lầy và rừng mưa đất thấp, chủ yếu là rừng thứ sinh phát triển sau quá trình khai thác gỗ trên diện rộng trong những năm 1960 và 1970. Mặc dù số lượng động thực vật đã suy giảm nhiều, vườn quốc gia vẫn còn một số loài động vật cực kỳ quý hiếm bao gồm hổ Sumatra, voi Sumatra và đặc biệt là tê giác Sumatra. Way Kambas cũng là nơi có 400 loài chim bao gồm cả ngan cánh trắng quý hiếm khiến nó trở thành một điểm ngắm chim tuyệt vời. Năm 2016, vườn quốc gia này đã được công nhận là Vườn di sản ASEAN.
Các mối đe dọa chính đối với vườn quốc gia là nạn săn trộm và mất môi trường sống do tình trạng khai thác gỗ bất hợp pháp quá mức. Các nỗ lực bảo tồn bao gồm việc thành lập các đội tuần tra, thành lập Khu bảo tồn tê giác Sumatra và Trung tâm bảo tồn voi.